# Frank Marshall
Frank James Marshall (Brooklyn, 10 de agosto de 1877-Nueva York, 9 de noviembre de 1944) fue un ajedrecista estadounidense, campeón nacional de 1909 a 1935 y desafiante del título mundial (frente a Emanuel Lasker) en 1907.

## Carrera ajedrecística
Vivió en Montreal (Canadá) desde los 8 años hasta los 19. Aprendió a jugar al ajedrez a los 10 años y en 1890 ya era uno de los ajedrecistas destacados de Montreal.
Ganó el campeonato estadounidense en 1904, pero no aceptó el título porque Harry Nelson Pillsbury no había competido, debido a la tuberculosis y sífilis, que para la época eran enfermedades mortales (incluso tras la muerte de Pillsbury en 1906, no aceptó el título de campeón hasta que no lo ganó en competición en 1909). Disputó el Campeonato del mundo de ajedrez a Lasker por el título, celebrado en Nueva York, Filadelfia, Washington D. C., Baltimore, Chicago y Memphis desde el 26 de enero hasta el 8 de abril de 1907. Perdió 8, no ganó ninguna partida y empató 7. En 1909, disputó un match con el joven Capablanca. Ante la sorpresa generalizada, Marshall perdió, con 8 derrotas, 14 tablas y únicamente una victoria. Después de este varapalo, Marshall apoyó a Capablanca para que fuera invitado al torneo de San Sebastián de 1911, reservado a maestros que hubieran obtenido un certamen internacional. Capablanca no solo dio la talla, sino que se adjudicó el torneo.
En San Petersburgo en 1914, se clasificó a la final de cinco grandes maestros, junto con Lasker, Capablanca, Alekhine y Tarrasch, aunque terminó último. En 1915 inauguró el Club de Ajedrez Marshall en Nueva York.
En 1936 cedió el título de campeón estadounidense al ganador de un torneo celebrado a tal efecto, era la primera vez que el torneo era organizado por la federación nacional de ajedrez. Este torneo se disputó en Nueva York en el Club de Ajedrez Marshall. El club donó el trofeo y el primer ganador fue Samuel Reshevsky. Marshall había mantenido durante 29 años el título de campeón estadounidense. En la década de 1930, Marshall capitaneó el equipo estadounidense en las olimpíadas de ajedrez consiguiendo 4 medallas de oro en 4 olimpiadas. Nunca más los equipos estadounidenses repitieron las grandes gestas del combinado capitaneado por Marshall.

## Táctica y estrategia
Marshall dominaba el juego táctico. Aunque en la actualidad no se aprecia su habilidad por los finales, en su época sí se le reconoció este mérito.
"Un mal plan es mejor que no tener ningún plan” - Frank Marshall
Frank Marshall da nombre a un buen número de variantes de ajedrez. Después de 60 años siguen vigentes dos variantes teóricas. Una de ellas es el ataque Marshall de la apertura española (1.e4 e5 2.Cf3 Cc6 3.Ab5 a6 4.Aa4 Cf6 5.O-O Ae7 6.Te1 b5 7.Ab3 O-O 8.c3 d5 en notación algebraica). El ataque Marshall es muy popular tanto para jugadores amateur, como de alto nivel. Es tal el ataque incisivo de las negras, que el mismísimo Garry Kasparov rehúsa entrar en el ataque Marshall.
Un importante gambito en la defensa semieslava es también llamado Marshall. El "gambito Marshall" empieza 1.d4 d5 2.c4 c6 3.Cc3 e6 4.e4!?

### Gana contra Capablanca con negras
Aunque Marshall presentaba una estadística negativa contra Capablanca (+2 -20 =28), era uno de los pocos jugadores que venció con negras al cubano. El encuentro se disputó en La Habana en 1913 (movimientos en notación algebraica):
1. e4 e5 2. Cf3 Cf6 3. Ce5 d6 4. Cf3 Ce4 5. d4 d5 6. Ad3 Ag4 7. O-O Cc6 8. c3 Ae7 9. Cbd2 Cd2 10. Ad2 O-O 11. h3 Ah5 12. Te1 Dd7 13. Ab5 Ad6 14. Ce5 Ae5 15. Dh5 Af6 16. Af4 Tae8 17. Te3 Te3 18. fe3 a6 19. Aa4 b5 20. Ac2 g6 21. Df3 Ag7 22. Ab3 Ce7 23. e4 de4 24. De4 c6 25. Te1 Cd5 26. Ad5 cd5 27. De7 Dc8 28. Ad6 h6 29. Tf1 f6 30. Te1 Td8 31. Ac5 Rh7 32. Df7 Df5 33. Ae7 Dd7 34. Rf1 Tf8 35. De6 De6 36. Te6 Te8 37. Te2 Rg8 38. b3 Rf7 39. Ac5 Te2 40. Re2 f5 41. Rd3 Re6 42. c4 bc4 43. bc4 g5 44. g4 f4 45. Ab4 Af6 46. Af8 dc4 47. Rc4 f3 48. d5 Re5 49. Rd3 Rf4 50. Ad6 Ae5 51. Ac5 Rg3 52. Re4 Af4 53. d6 f2 0-1
Capablanca raramente perdía un final.